# روبرت إدوين بيري
روبرت إدوين بيري (بالإنجليزية: Robert Edwin Peary)‏ مستكشف القطب الشمالي، وكان ضابطا في البحرية الأمريكية، ولقد ولد في 6 مايو 1856، في بلدة كريسون، في ولاية بينسلفانيا، في الولايات المتحدة الأمريكية.

## خدمته العسكرية
التحق بيري بالجيش في البحرية الأمريكية بوصفه مهندسا بحريا عام 1881، واستمر في مهنة البحرية حتى تقاعده، ومع عدم وجود أوراق ممنوحة له لاستكشاف القطب الشمالي.

## الرحلة الأولى
وفي عام 1886 حيث كان بيري في الثلاثين من عمره، قام بأول مهمة له إلى غرينلاند، مع شريكه الأمريكي ماثيو هنسون الأسود، حيث سافر برحلة داخلية من خليج ديسكو فوق الغطاء الجليدي، واندفع بالزحافات في جزيرة غرينلاند لمسافة 100 ميلا (161 كم)، ليصل إلى قلب الجزيرة الكبيرة، بارتفاع 7,500 قدم (2,287.5 م) فوق مستوى سطح البحر.

## الرحلة الثانية

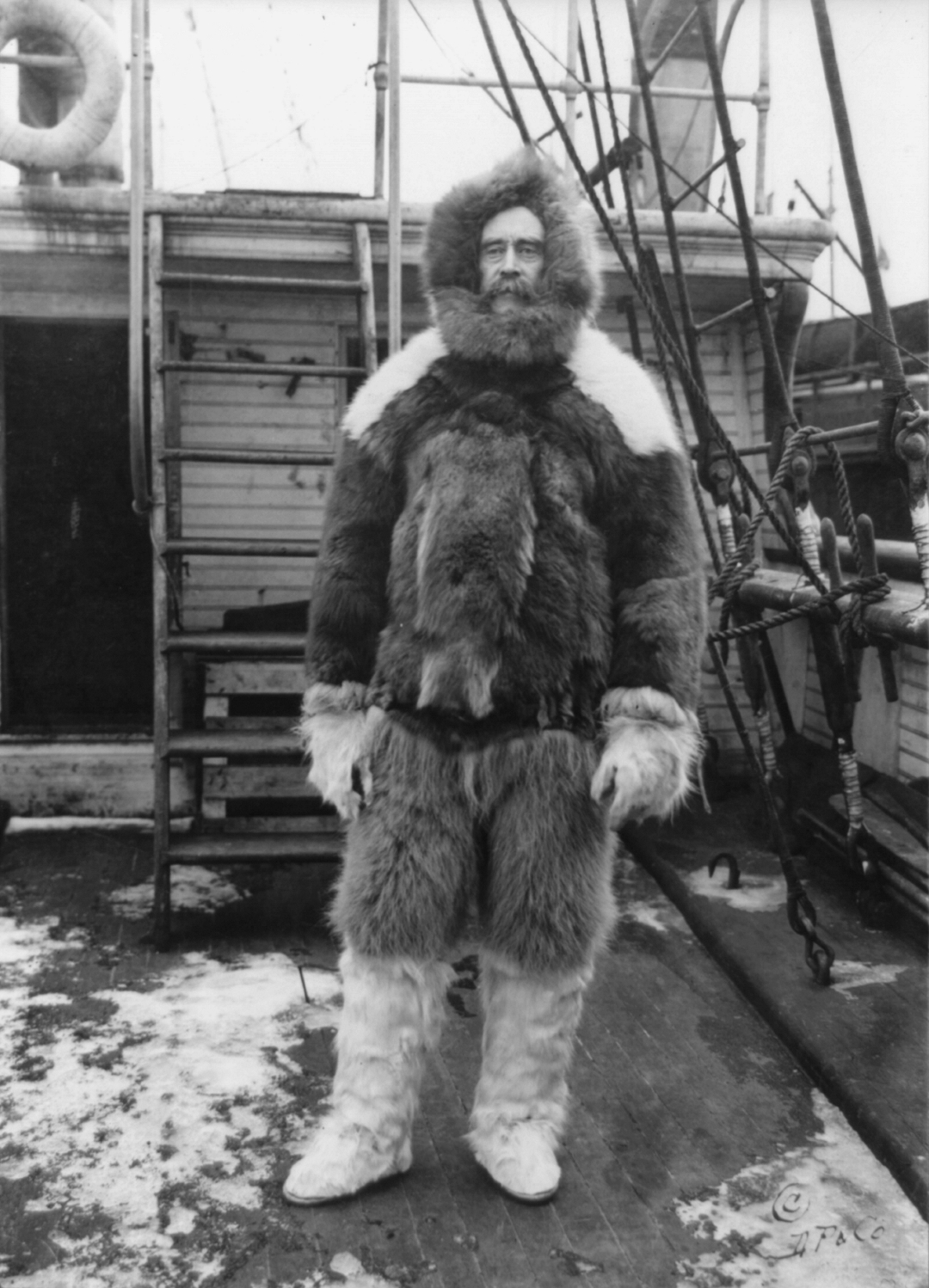
روبرت بيري على سطح السفينة

وفي عام 1891 كلفته أكاديمية العلوم في فيلادلفيا بمهمة قيادة حملة جديدة إلى أقصى شمال غرينلاند، فعاد بيري إلى غرينلاند مع سبعة من رفاقه، بما في ذلك زوجته وفريدريك أ. كوك، وفي خلال هذه الحملة وصل بيري بالزحافة إلى خط عرض 82.

## رحلات أخرى باءت بالفشل
وقد نظم بيري حملات استكشافية أخرى إلى جزيرة غرينلاند في عامي 1893، 1895.
وفي عام 1897 أسس المستكشف الأمريكي (جمعية بيري القطبية)، بهدف محدد هو الوصول إلى القطب الشمالي. وفيما بين عامي 1898 وعام 1902، بنى بعض القواعد في غرينلاند الشمالية وفي أرض كرانت، ومنها قام بحملات نحو الشمال.
وفي عام 1898 وخلال حملته الأولى أصيب بيري بتجمد في قدميه، واضطر إلى الرجوع للعلاج وأن يتخلى عن مهمته، وحاول مرة أخرى في عام 1900، وعام 1902، وعام 1905، وفي حملته الأخيرة وصل إلى خط عرض 87. ومتجاوزا بذلك ما كان قد وصل إليه كل من المستكشف نانسن ودوق أبروتزي.

## الرحلة الأخيرة

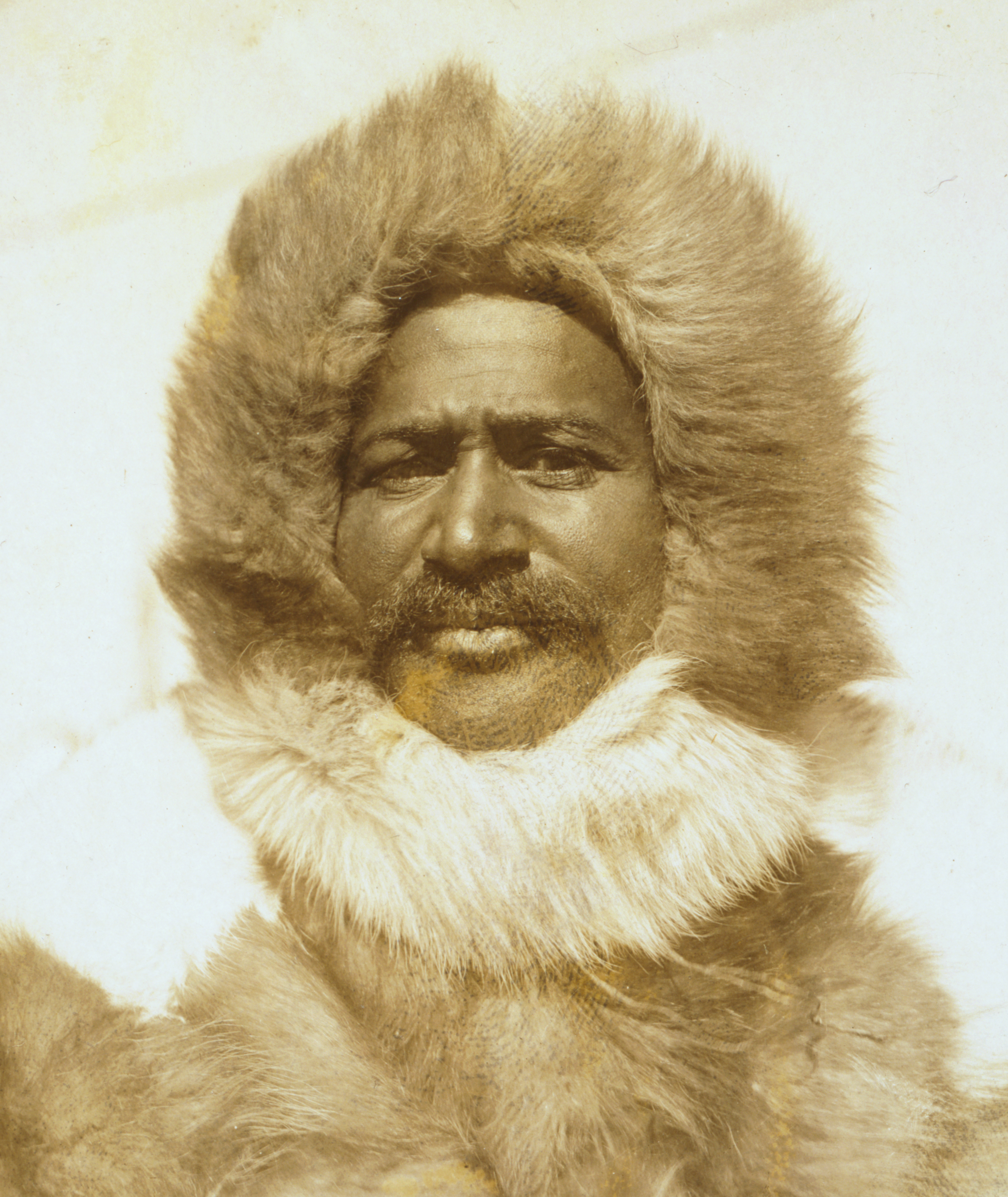
خادم بيري الأسود ماثيو هنسون

وفي يوم 6 نيسان من عام 1909، وصل روبرت بيري إلى القطب الشمالي، بعد مسيرة طويلة فوق الثلوج، لكي يرفع العلم الأمريكي على القطب الشمالي، ولقد تمكن بيري من الوصول إلى هدفه بعد أن أصبح في الثالثة والخمسين من عمره، مكرسا لهدفه الجانب الأكبر من حياته.
في شهر أيلول 1909 تلقى نادي (جمعية بيري القطبية) رسالة تحتوي على كلمة واحدة، وهي (شمس) وكانت هذه الكلمة التي أتفق عليها من قبل، للإشارة إلى أنه قد أمكن الوصول إلى القطب الشمالي.
وكانت هذه هي المرة الأولى التي يضع فيها إنسان قدمه على تلك الرقعة من الأرض، لقد كان بيري يجاهد نفسه مرات كثيرة لهذه المهمة الكبيرة، ولكنه أخفق عدة مرات ومع ذلك لم يتطرق اليأس إلى قلبه، فاستطاع أن يتغلب على صعوبة الصحراء الثلجية في القطب، ولقد سهل له سكان الأسكيمو مهمة الرحلة، بالمعونة التي قدموها له.

## تفاصيل المهمة الصعبة

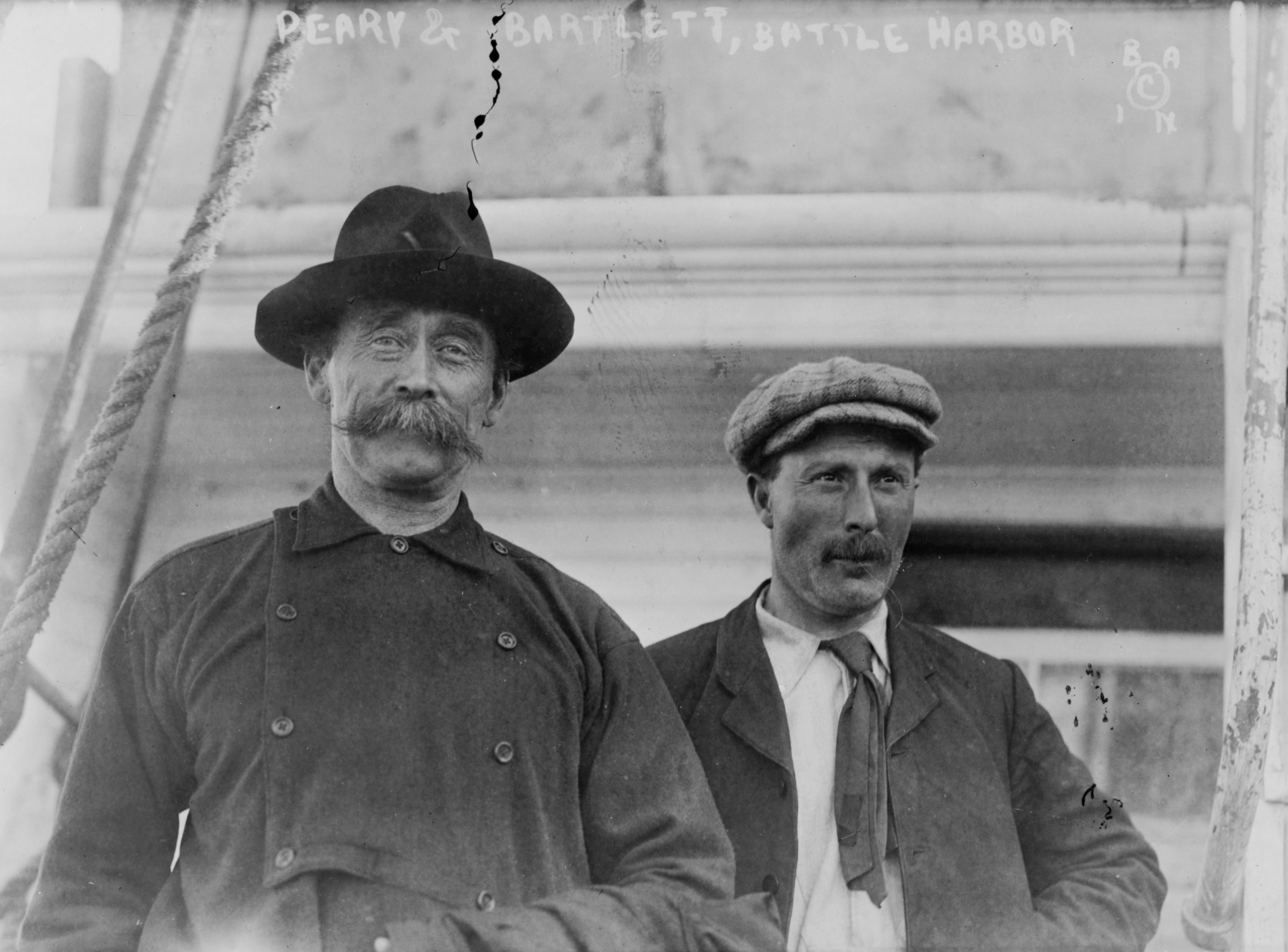
روبرت بيري مع سفان السفينة في عام 1909

رحلة روبرت بيري نحو القطب 1908-1909

وبعد أن اكتسب بيري صداقة الأسكيمو وثقتهم جمع حوالي سبعين شخصا ما بين رجل وإمرأة وغلام وحملهم مع 250 كلبا على السفينة (روزفيلت)، ومعهم الزحافات وكل ما يلزمهم من أدوات للحملة القطبية.
وعندما وصل إلى منطقة رأس شيريدان، أنشأ مقر قيادته البحرية، ثم أندفع في شهر كانون الثاني من عام 1909، ومعه 23 رجلا حتى وصل إلى رأس كولومبيا، وهي أقصى نقطة إلى الشمال من أرض كرانت، ثم بدأ يوم 22 شباط زحفه نحو القطب الشمالي. وكان التقدم على ظهر القارب القطبي يتم على مراحل، وبمجموعات متفرقة، ولقد توقفت أول مجموعة عند خط العرض 85 درجة و 33 دقيقة، في حين توقفت المجموعة الثانية عند خط العرض 86 درجة و 33 دقيقة، والثالثة عند خط عرض 87 درجة و47 دقيقة.
وكان لا يزال باقيا 250 كيلو مترا للوصول للهدف، ومن هذه النقطة انطلقت المجموعة الأخيرة، وبقيادة المستكشف روبرت بيري مباشرة، وكانت مجموعته مكونة من ستة رجال، منهم أربعة من رجال الأسكيمو وخادمه الأسود ماثيو هنسون.
وتم الوصول إلى القطب يوم 6 نيسان 1909، وكانت مهمة شاقة حيث إن الزحافات كانت تتقدم يوما بيوم فوق القارب القطبي بين البرد الشديد الذي كان يفتر قوى الرجال ويضعف الكلاب المخصصة لسحب الزحافات، وبين الحين والآخر كان لا بد من التوقف لأن الثلوج كانت تتخللها بقع من البحر الطليق.
وفي أوائل شهر أذار توقفت الرحلة لمدة ستة أيام، (بسبب ذوبان الجليد) إلى أن تجمدت المياه من جديد، وعندئذ أمكن استئناف المسير، وقد انقضى شهر آذار وجزء من شهر نيسان قبل الوصول للهدف.

## رجوعه للوطن

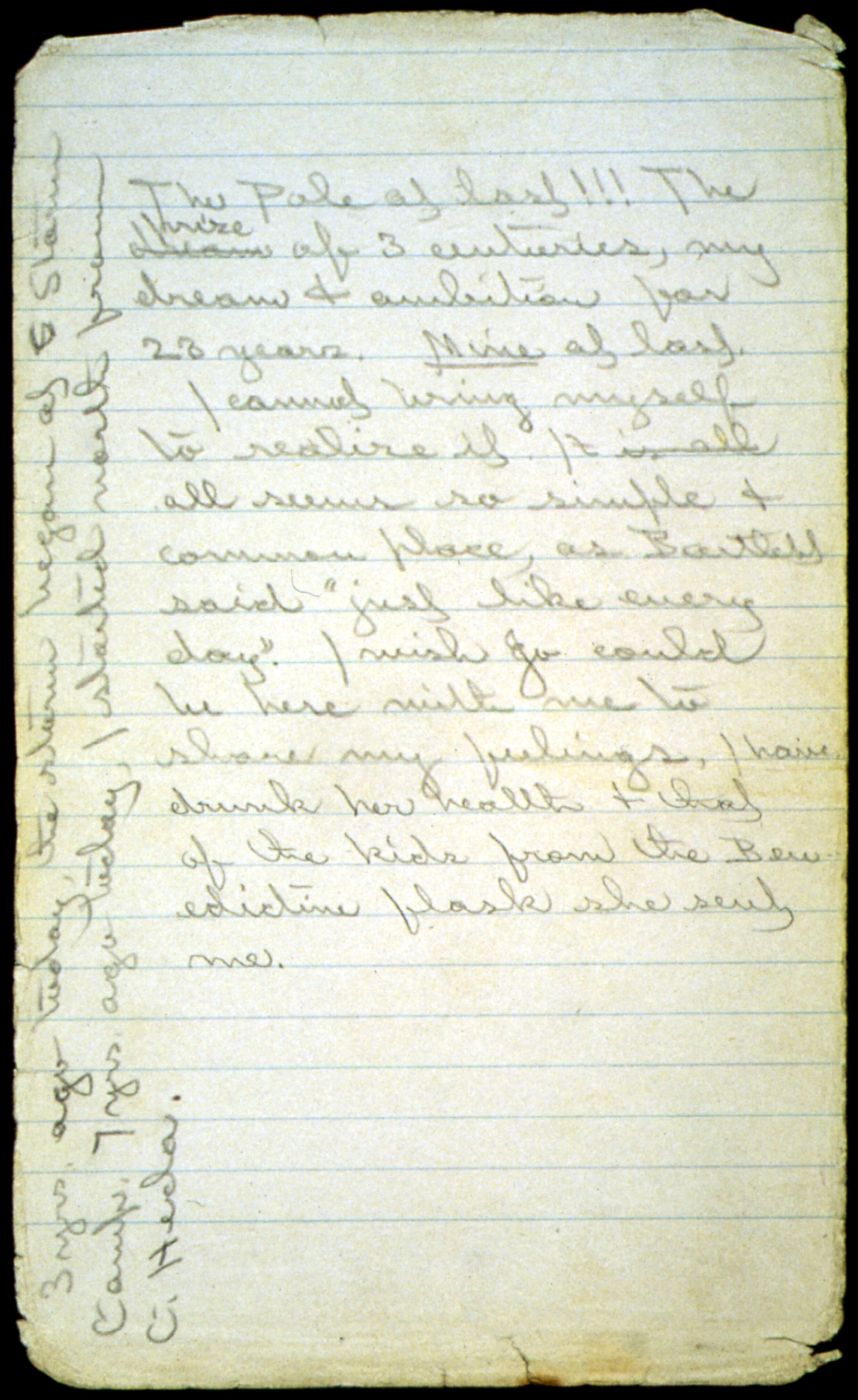
دفتر ملاحظات بيري حيث كتب لحظة وصوله للقطب في 1909

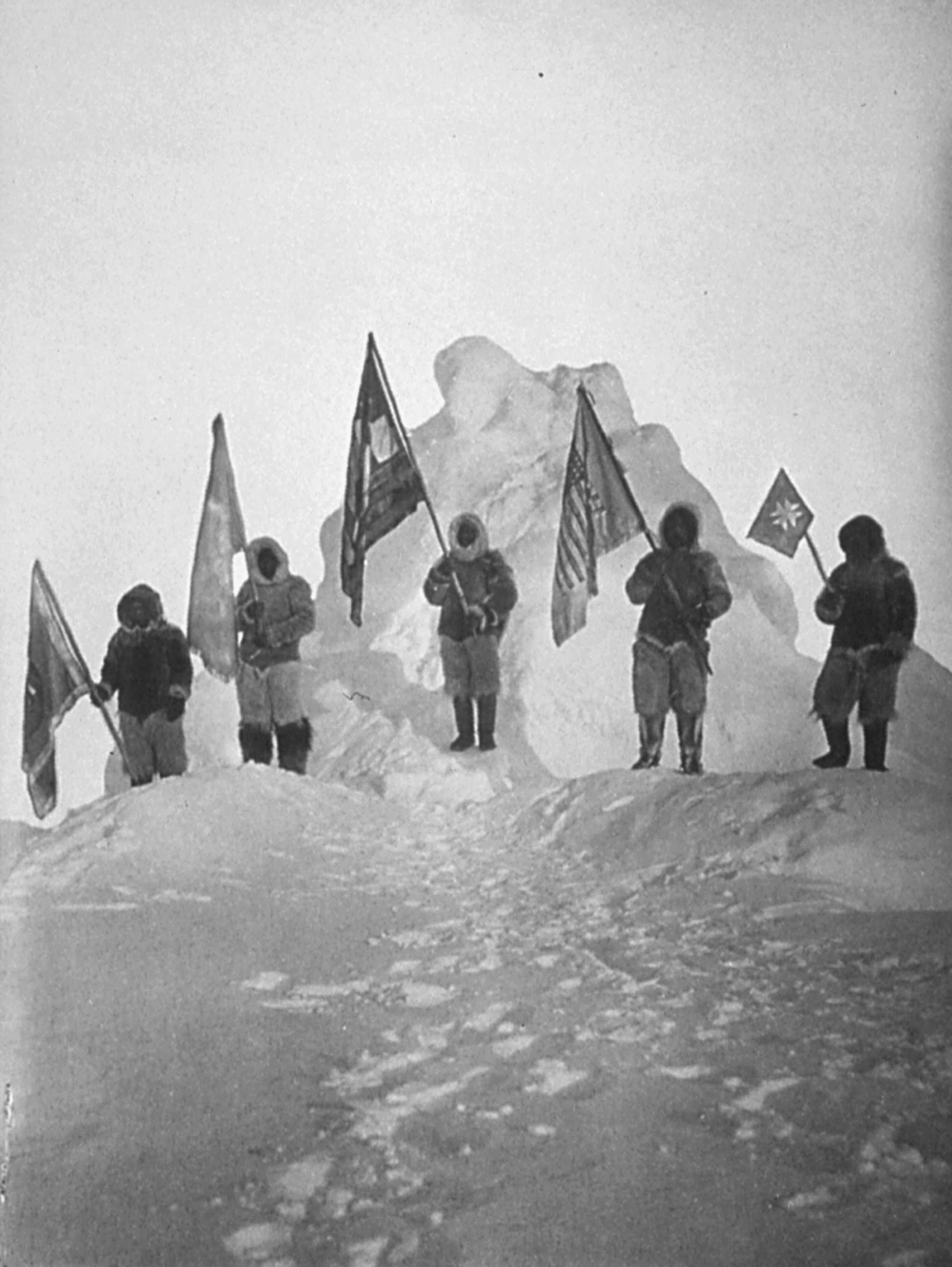
بيري يحتفل برفع العلم عند القطب مع رجال الأسكيمو 1909

لقد نجح بيري في مهمة استكشاف القطب التي فشل فيها عدة مستكشفين من قبله، ومنهم دوق أبروتزي الإيطالي في عام 1900، ولقد كتب بيري في يومياته يقول: (ها هو القطب الشمالي أخيرا، إنه جائزة ثلاث قرون ... إنه حلمي ... وهدفي وبغيتي طوال عشرين عاما، إنه أصبح أخيرا لي، وبعد أن غرست العلم الأمريكي في الثلوج قلت لهنسون أن يطلق هو والأسكيمو هتافا مدويا).
بعد أن عاد روبرت بيري إلى دياره أستقبل أستقبالا حافلا ومنح رتبة الأدميرال، وهي رتبة تستحق جهوده الإستثنائية في ظروف صعبة من أجل أن يصبح جانبا من العالم معروفا.

## وفاته
توفي في 20 فبراير 1920.

## روابط خارجية
- روبرت إدوين بيري على موقع الموسوعة البريطانية (الإنجليزية)
- روبرت إدوين بيري على موقع ميوزك برينز (الإنجليزية)
- روبرت إدوين بيري على موقع إن إن دي بي (الإنجليزية)
- روبرت إدوين بيري على موقع ديسكوغز (الإنجليزية)